# Torkilstrup Kirke
Torkilstrup Kirke ligger i landsbyen Torkilstrup ca. 12 km NNØ for Nykøbing Falster (Region Sjælland).
Kirken ligger i vestre udkant af Torkilstrup by og består af romansk kor og skib, opført af kløvet granitsten med kvaderhugne sten på hjørnerne. Det er antagelig den ældste kirke på Falster. I koret og skibet er indbygget sengotiske hvælv med kalkmaleripuds bag hvælvene.

## Eksteriør
Kirken har på grund af sin usædvanlige korforlængelse og langstrakt udseende fået tilnavnet Lange Maren.
Der er en del af en romansk buefrise på sydsiden af Kirkes kor. Under tre af buerne findes hængeornamenter, en skive og to liljer. Over buerne ligger et udkraget, affaset kridtstensskifte.
Hjørnerne på bygningen er lidt specielle, idet kampestenene stikker ud fra muren
Som nabo til kirken ligger Torkilstrup Mølle, som er en Stubmølle. Møllen er opført før 1655 og blev ombygget 1743. Den var i brug indtil 1945. Fredet 1959. Den står stadig på det sted, hvor den blev bygget.
- Lange Maren
- Specielt hjørne m Kampesten
- Kampesten som hjørnefundament
- Romansk buefrise
- Udsnit af Kirkegården

## Interiør
Altertavlen er opsat ca. 1649 og er et rigt, bruskbarokt arbejde af Jørgen Ringnis (Jørgen Billedsnider)
Alterbordet er muret af munkesten i middelalderligt forbandt.
Prædikestolen i er i bruskbarok fra 1640, skåret af Jørgen Ringnis (Jørgen Billedsnider).
Den romanske døbefont i er af granit. Den nærmest tøndeformede kumme har en tovsnoning langs randen, og en bredere tovsnoning omgiver det korte skaft. Foden er borthugget, og fonten hviler nu på en ny granitflise.
Helgenbilledet i kirken er en sengotisk træfigur forestillende en siddende biskop. Muligvis et nordtysk arbejde fra omkring år 1500.
Til præsterækketavlen er anvendt et epitafium i højrenæssance fra omkring år 1600.
- Alter
- Kirkerum med prædikestol
- Døbefont
- Bispehelgen
- Epitafium

## Kirkeskibe
Kirkeskibet Laura – en 3-mastet Fanøbark – er udført af maler Ove Andersen, Slagelse og doneret af J. Hanne Arentsen, Gundslevmagle, Eskildtrup, Falster. Ophængt år 1995.
- Laura en 3 master Fanøbark
- Laura i Kirkerummet
- Laura foran ’Ecce homo’
- Laura en 3 master Fanøbark